# في الحب والحياة (كتاب)

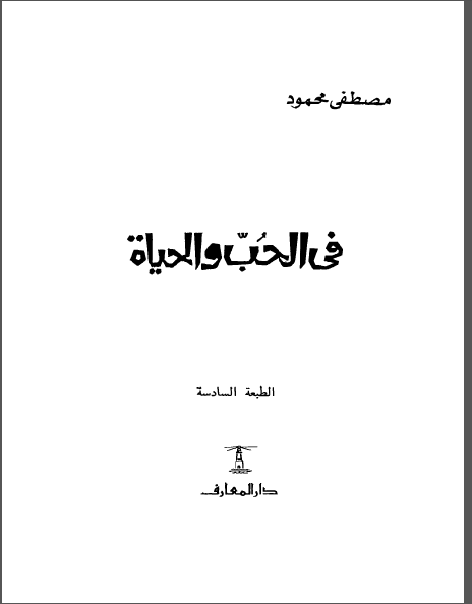
غلاف كتاب "في الحب والحياة" لمصطفى محمود

في الحب والحياة هو كتاب للعالم المصري مصطفى محمود صادر عن دار المعارف عام 1999 في مصر. يدور الكتاب حول العلاقات بين الرجال والنساء بمراجعة نقدية لطبيعة العلاقات الزوجية وكيفية التعامل مع الحب والكره. يحاول الكاتب أن يرسم ملامح علاقة زوجية مثالية مبنية على العنصر الأهم -وفق نظر الكاتب- وهو وجود السكينة فيها. كما يسرد الكاتب بعض الآراء النقدية تجاه حرية المرأة التي يرى فيها أحيانا مصيدة لها من قبل الرجال لتتحمل جزءاً أكبر من أعباء الرجل واستغلالها.
لكن لم يقتصر الكتاب على العلاقات بين الجنسين والمشاعر المتبادلة وآليات الحكم في العلاقات الزوجية والحب، بل تنوع ليناقش نقاطاً عديدة كالوسطية والعادات التقليدية (سما بعضها بالوهم) والجرائم بنظرة فلسفية وأحيانا ميتافيزيقية.

## العلاقات الزوجية وصفات الجنسين
يسرد الكاتب وجهة نظره في الشعور وقوته وضعفه في العلاقات الزوجية، حيث يرى بأن العلاقات تبدء بغرام وشعور قوي من الطرفين، وخاصة في فترة الخطوبة. أما بعد الزواج بمدة فتفتر هذه العلاقة غالباً ويفسر ذلك بأنه يعود إلى كيمياء الأعصاب، حيث يشعر المرء بالشيء لحظة التغير فقط. أما في حال الثبات والاستمرارية فينطفئ الشعور. ويضرب مثلاً على ذلك بالمصعد الكهربائي الذي يشعر المرء به لحظة الانطلاق والوصول فقط، بينما لا يحس به في الفترة الطويلة الممتدة بينهما.
يقترح الكاتب لحل هذا الفتور وفقدان الشعور أن يسعى كلا الطرفين (الرجل والمرأة) إلى كسر الرويتين في حياتهم والإتيان بما هو جديد وبالتغيير المستمر. وهو يربط ذلك بالواقع في القرن العشرين حيث تبدل الأمر من كون الزواج يُرى بمنظور ديني، تطيع فيه الزوجة زوجَها بلا نقاش وبشكل مُدعم بإرادة إلهية دينية أقوى من الحب ومن السعادة، وتبدل إلى علاقات فيها انفتاح وخاصة من قبل المرأة على عالم لم يُتح لها في السابق. يعترف الكاتب بأن الزواج حالياً يمكن أن يكون ألذ من السابق ولكنه ينكر عليه كونه متعباً ومليء بالمشاكل.
يعود الكاتب فيسرد ما يراه فرقاً شاسعاً بين توجهات المرأة وتوجهات الرجل، حيث أن تفكيرها بشكل عام ينحصر في الملموسات والشكليات، بينما يصعب عليها التفكير بشكل مجرد والسعي لأهداف مجردة إلا ما ندر. ويرى أن هذه الغايات المجردة من اختصاص الرجل على مر العصور، باستثناء حالات قليلة. لكن الكاتب يعود ويُرجع الذنب في ذلك على الرجل في الثقافات المتعددة الذي قلص دور المرأة على المنزل وتربية الأولاد وهو يرى صفاتها صفات مكتسبة غير أصيلة فيها.

## الحب والكره والشهوة
يحاول مصطفى محمود في كتابه النظر إلى موضوع الحب والكره من جانب فلسفي، فهو يرى كل منهما اهتمام شديد وارتباط حار ناري بين شخصين. فبينما الحب إحساس طبيعي مُريح، فإن الكراهية غير طبيعية وشبهها بحركة الأجسام ضد الجاذبية الأرضية وتكلف جهدا مُضنياً.

### الحب الشهواني
يرى الكاتب ما أطلق عليه «الحب الشهواني» بأنه هو الحب الأناني الصغير الذي لا يحالفه الفهم ولا العقل وبأنه من السهولة انتقاله إلى الكراهية الشديدة، فهو لا يدل على إحساس كريم روحي رحيب، بل على شح وبخل وغرور شديدين. ولهذا شبه الكاتب هذا النوع من الحب الحسي أو المادي المشروط بالحب الناري الشبيه بالكراهية، التي يتحول لها تلقائيا عندما تنقص بعض المتعلقات التي كان يؤديها أحد الطرفين إلى الآخر.

### الحب وأطواره
كلمة «أحبك» يصفها الكاتب بأنها الكلمة الوحيدة التي يتحرك فيها الإنسان ويفضل بها امرأة دون غيرها ويعلن ارتياحه لوجوده معها، وهي الكلمة الوحيدة التي تتضمن حريته واختياره ومزاجه وشخصيته.
```
«
إنه يفتح بيته وقلبه ونفسه وروحه.. ويستقبل روحا أخرى ويستضيفها، ويتأنس بها، وينتعش بدخول الشمس إلى غُرفته، ويحضر معها بوجوده كله.. بجسمه، وطبيعته، وعاطفته وعقله وثقافته، ويستمتع معها بهذا الحضور الكامل.. بلا كراهية.. بلا أنانية.. بلا غيرة.
»
مصطفى محمود
```

يرى الكاتب بأن الحب الأول عند الرجل هو حب أفلاطوني خجول وحبه الثاني شهواني الطبع، بينما يكون حنوناً عطوفاً في حبه الثالث، حيث يكون في هذه الحالة أحسن زوج وأحسن حبيب على حد وصفه.

## دعوة إلى الوسطية
تحت عنوان «جدا.. جدا» يخوض الكاتب في موضوع فلسفي آخر يتعلق بالمبالغة في التعلق بالأشخاص أو الأشياء. فهو يرى ما يستحوذ على المرء جدا يجعله في خوف وذعر من فناء ذلك الشيء فيكون الفرح به فرحا مذعوراً قاصراً. وهو يرى أن الحب «جدا جدا» أيضا غير مرغوب به وملتهب أعمى قد يمضي بصاحبه إلى العكس تماماً، إي إلى الكره الأعمى. ويصور الكاتب طعم هذا الحب بالمالح واللاسع فيه من النفور بقد ما فيه من الحب ويصفه باللعنة.
يؤكد الكاتب على نظرته هذه ويوسعها عند سرده لمواضيع اجتماعية أخرى كالفقر، حيث أنه يرى الفرط من الفقر أو الفرط من الغنى لعنة قد تجعل المرء مستهينا بكل شيء لفقره أو غير مقدر للنعمة لغناه الفاحش. يعتبر الكاتب الطبقة الوسطى هي الطبقة السعيدة التي لديها القليل من كل شيء ويصف السعادة بأنها: «في أن تحب الدنيا والناس.. وأن توافيك الفرصة لتأخذ بنصيب قليل من خيراتها». فهو يرى أن القليل محفز على العمل ومحرك للشهية بينما يميتها الكثير وبذلك يبعدها عن سعادتها. ويرى القليل من كل شيء يعني الكثير من الدوافع، التي يصفها بالرصيد الذهبي المتجمد في خزينة كل إنسان، والذي يفك المرء منه كل يوم الرغبات التي يعيش بها.

## مواضيع متنوعة
يتعرض الكاتب في فقرات متنوعة من كتابه إلى قصص وأحداث متنوعة يحللها بشكل نقدي وفلسفي وهي متنوعة ما بين سلوكيات اجتماعية شائعة وعلاقات زوجية وجرائم.

### النفس الإنسانية والجريمة
يسرد الكاتب قصص لبعض الجرائم التي حدثت في مصر والتي تنوع عمر أبطالها من سن الطفولة إلى العمر البالغ، حيث تسبب طفل عمره 11 عاماً بحرق زميل له في القصة الأولى وقام شخص بتقطيع أوصال مالك مطعم والذي دفعه خوفه إلى سكب الماء الحار على وجه الجلاد الذي أصبح قاتله ومقطع أوصالة في أحداث سريعة انتهت بجريمة بشعة. يسرد الكاتب تفاصيل الجرائم ويعلق عليها متسائلا إن كانت هكذا أحداث حتمية الطبع والإنسان فعلا مجبراً عليها. يصل الكاتب إلى رأيه التحليلي الفلسفي والروحي الذي يرى بأن الجرائم التي حدثت ما هي إلا لوجود طبع الجريمة في نفس المجرم، وبأن القدَرَ لم يَعدُ أن قدم له الوسائل لإظهار مكنون نفسه المجرمة، كأن يجد صاحب المطعم قِدر الماء المغلي أمامه ليسكبه على من سيقتله في ما بعد، والذي بدوره ما إن سُكب الماء على وجهه، حتى انفجر من الغضب ولمح سكيناً كبيرة لم يتوان في استعمالها لتقطيع ضحيته بها.

## وصلات خارجية
- رابط تحميل للكتاب: https://www.goodreads.com/ebooks/download/5987504?doc=26382